# Christoph Michels
Christoph Michels (* 1977 in Daun) ist ein deutscher Althistoriker.

## Leben
Michels studierte vom Wintersemester 1997/1998 bis zum Sommersemester 2003 Geschichte, klassische Archäologie und Kunstgeschichte an der Ruhr-Universität Bochum. Seine Magisterarbeit über den Pergamonaltar wurde publiziert. Von Oktober 2003 bis Ende 2004 war er wissenschaftliche Hilfskraft am Bochumer Lehrstuhl für Alte Geschichte und im Sommersemester 2004 sowie im Wintersemester 2004/2005 Lehrbeauftragter. Von 2004 bis 2007 forschte Michels als Stipendiat im Rahmen des Internationalen Graduiertenkollegs Politische Kommunikation von der Antike bis ins 20. Jahrhundert. Die Promotion (co-tutelle) an den Universitäten Innsbruck und Frankfurt zum Thema Zum „Philhellenismus“ der Könige von Bithynien, Pontos und Kappadokien. Die kulturelle Transformation dreier hellenistischer Königreiche und die Politik ihrer Herrscher schloss er 2008 mit dem Rigorosum ab.
Michels arbeitete vom Wintersemester 2007/2008 bis zum Sommersemester 2008 an einem WBT-Projekt von Meret Strothmann in Bochum. Anschließend forschte er bis 2009 als Postdoc im Rahmen des Internationalen Kollegs Dynamiken der Religionsgeschichte zwischen Asien und Europa an der Ruhr-Universität Bochum in dem Teilprojekt Veränderungen im westphönizischen „Pantheon“ unter dem Einfluss der Kulturkontakte mit Griechen und Etruskern sowie der Vorherrschaft Karthagos (im 6.–4.Jh.) von Linda-Marie Günther. Im Wintersemester 2008/2009 lehrte er als Gastdozent an der Universität Innsbruck. Von April 2009 bis September 2017 war er wissenschaftlicher Mitarbeiter von Klaus Freitag am Lehrstuhl für Alte Geschichte der RWTH Aachen. Von 2014 bis 2017 war Michels Mitglied im Jungen Kolleg der Nordrhein-Westfälischen Akademie der Wissenschaften und der Künste. Im Juni 2016 wurde ihm in Aachen aufgrund der Habilitationsschrift Herrschaftsanspruch und Herrschaftswirklichkeit zur Zeit des Antoninus Pius die Lehrberechtigung für das Fach Alte Geschichte verliehen. 
Im Sommersemester 2017 übernahm Michels die Vertretung der Professur für Alte Geschichte an der Universität Bayreuth. Zum Wintersemester 2017/2018 ging er als akademischer Rat auf Zeit an die Heinrich-Heine-Universität Düsseldorf, wo er 2018/2019 den Lehrstuhl von Bruno Bleckmann vertrat. Seit Januar 2020 forscht er als Heisenberg-Stipendiat an der Universität Münster. Im Wintersemester 2021/22 vertrat Michels in Münster Johannes Hahn, im Sommersemester 2023 war er Vertretungsprofessor an der Universität Tübingen, im Sommersemester 2024 an der Universität Mainz und im Sommersemester 2025 an der Universität Bonn.
Seine Forschungen befassen sich schwerpunktmäßig mit der Zeit des Hellenismus und der römischen Kaiserzeit. Zu seinen Schwerpunkten gehören Kulturkontakte in der antiken Welt, griechische Geschichtsschreibung und die Entwicklung der Herrschaftsrepräsentation im griechisch-römischen Kulturkreis.

## Schriften (Auswahl)
Monographien
- Der Pergamonaltar als „Staatsmonument“ der Attaliden. Zur Rolle des historischen Kontextes in den Diskussionen über Datierung und Interpretation der Bildfriese (= Geschichte. Band 1). Europäischer Univ.-Verl., Berlin u. a. 2004, ISBN 3-86515-227-9 (zugleich Magisterarbeit, Bochum 2003).
- Kulturtransfer und monarchischer „Philhellenismus“. Bithynien, Pontos und Kappadokien in hellenistischer Zeit (= Schriften zur politischen Kommunikation. Band 4). V & R Unipress, Göttingen 2009, ISBN 978-3-89971-536-1 (zugleich Dissertation, Innsbruck/Frankfurt 2008).
- Antoninus Pius und die Rollenbilder des römischen Princeps (= Klio Beihefte. Band 30). De Gruyter, Berlin 2018 (zugleich Habilitationsschrift, Aachen 2016).

Herausgeberschaften
- mit Klaus Freitag: Athen und/oder Alexandreia? Aspekte von Identität und Ethnizität im hellenistischen Griechenland. Böhlau, Köln u. a. 2014, ISBN 978-3-412-22255-0.
- mit Peter Franz Mittag: Jenseits des Narrativs. Antoninus Pius in den nichtliterarischen Quellen. Franz Steiner, Stuttgart 2017, ISBN 3-515-11650-8.
- mit Hans Beck, Benedikt Eckhardt und Sonja Richter: Von Magna Graecia nach Asia Minor. Festschrift für Linda-Marie Günther zum 65. Geburtstag. Harrassowitz, Wiesbaden 2017, ISBN 978-3-447-10907-9
- mit Rozbeh Asmani und Clarissa Blume-Jung: Erinnerung. Studien zu Konstruktionen, Persistenzen und gesellschaftlichem Wandel. Schöningh, Paderborn 2018, ISBN 978-3-506-70146-6